# Суженський
Суженський — ботанічний заказник місцевого значення. Об'єкт розташований на території Маріупольського району Донецької області, на території Боївської сільської ради.
Площа — 49,2 га, статус отриманий у 2018 році.
Являє собою справжній та петрофічний степ на правому березі р. Каратиш. Виявлено 3 рослинних угруповання, занесених до Зеленої книги України. Зростає 9 видів рослин, занесених до Червоної книги України (гіацинтик Палласів, горицвіт волзький, горицвіт весняний, сон богемський та ін. 10 рідкісних на території області видів рослин (гвоздика видовжена, ластовець азавський, гвоздика блідоквіткова та інші.